# ناثان ريني
ناثان ريني (بالإنجليزية: Nathan Rennie)‏ هو دراج أسترالي، ولد في 31 مايو 1981 في Penrith, New South Wales ‏ في أستراليا.

## وصلات خارجية
- ناثان ريني على موقع أرشيف الدراجات (الإنجليزية)